# Lustratio
Lustratio var et renselsesritual i det antikke Grækenland og antikke Rom. Det omfattede en procession og i nogle tilfælde ofring af en gris (sus), en vædder (ovis) og en tyr (taurus) – dette ofringsritual var også kendt som suovetaurilia. Det engelske ord "lustration" (en renselse) kan ligeledes spores tilbage til lustratio .

## Formål
Lustratio blev udført af en præst eller magistrat, der ledede en procession (optog) rundt i et område. Denne procession omfattede mindst ét offerdyr, som skulle renses. Efter processionen ville dyrene blive ofret til guden Mars. De dyr, der blev ofret, var normalt enten en gris, vædder eller en tyr. Et af formålene med lustratio var at befri nyfødte børn for alle skadelige ånder, der måtte være erhvervet ved fødslen før dies lustricus (dagen for lustratio). Ceremonien fandt sted i en alder af ni dage for babydrenge og otte dage for babypiger. Som del af ceremonien dannede processionen en magisk ring omkring barnet, der skulle renses. Ved afslutningen af ceremonien, hvis barnet var en mand, blev det præsenteret for en lille amulet – normalt af guld – kaldet en bulla, der blev opbevaret i en lædertaske om drengens hals. Denne bulla ville blive båret, indtil drengen blev en mand og byttede barnets lilla toga (toga praetexta) ud med den almindelige toga for voksne (toga virilis). Lustratio-ceremonien kulminerede med navngivningen af barnet, hvorefter navnet blev tilføjet til de officielle romerske registre. Afslutningsvis observerede man en fugleflyvning for at få en varsling om barnets fremtid.
Lustratio-ceremonier blev også brugt til at rense byer, genstande eller bygninger, og ved nogle lejligheder til at rense et område, hvor en forbrydelse var blevet begået. Lustratio-ceremonier blev også brugt til at velsigne afgrøder, husdyr, nye kolonier og hære, før de skulle i kamp. I sidstnævnte tilfælde blev tropper ofte beordret til kystlinjen, hvor halvdelen af ofringen blev kastet i havet og den anden halvdel brændt på et alter.

## Eksterne links
- Oversættelse af Historia Nova (udgivet i 1814), bog 1, bog 2, bog 3, bog 4, bog 5, bog 6